# دانيال ديغل
دانيال ديغل هو سياسي كندي، ولد في 7 فبراير 1939 في سان ليونارد ‏ في كندا. نشط حزبياً في الجمعية الليبرالية لنيو برونزويك ‏. وقد انتخب عضو الجمعية التشريعية لنيو برونزويك ‏.